# Повітряні сили Чехії
Повітряні сили армії Чеської Республіки (чеськ. Vzdušné síly Armády České republiky) — один з двох компонентів Армії Чеської Республіки.

## Історія
ВПС Чехії були створені 1 січня 1993 року в результаті поділу колишніх ВПС Чехословаччини.

## Структура
Повітряні сили Чехії складаються з таких основних підрозділів:
- Командування ВПС (Прага)
  -  21-ша «Зволенська» база тактичної авіації (Часлав)
  -  22-га «Біскайська» вертолітна авіабаза (Намешть-над-Ославою)
  -  24-та транспортна авіабаза «Т. Г. Масарика» (Прага-Кбели)
  -  25-й ракетний полк ППО «Тобруцький» (Стракониці)
  -  26-й полк повітряного управління, контролю та спостереження (Стара-Болеслав)
  -  Аеропорт Пардубиці[2]

## Оснащення
До 2024 року на озброєнні ВПС Чехії перебували гелікоптери Мі-8/Мі-17 та Мі-24/Мі-35. 10 гелікоптерів Мі-24 було передано Україні.

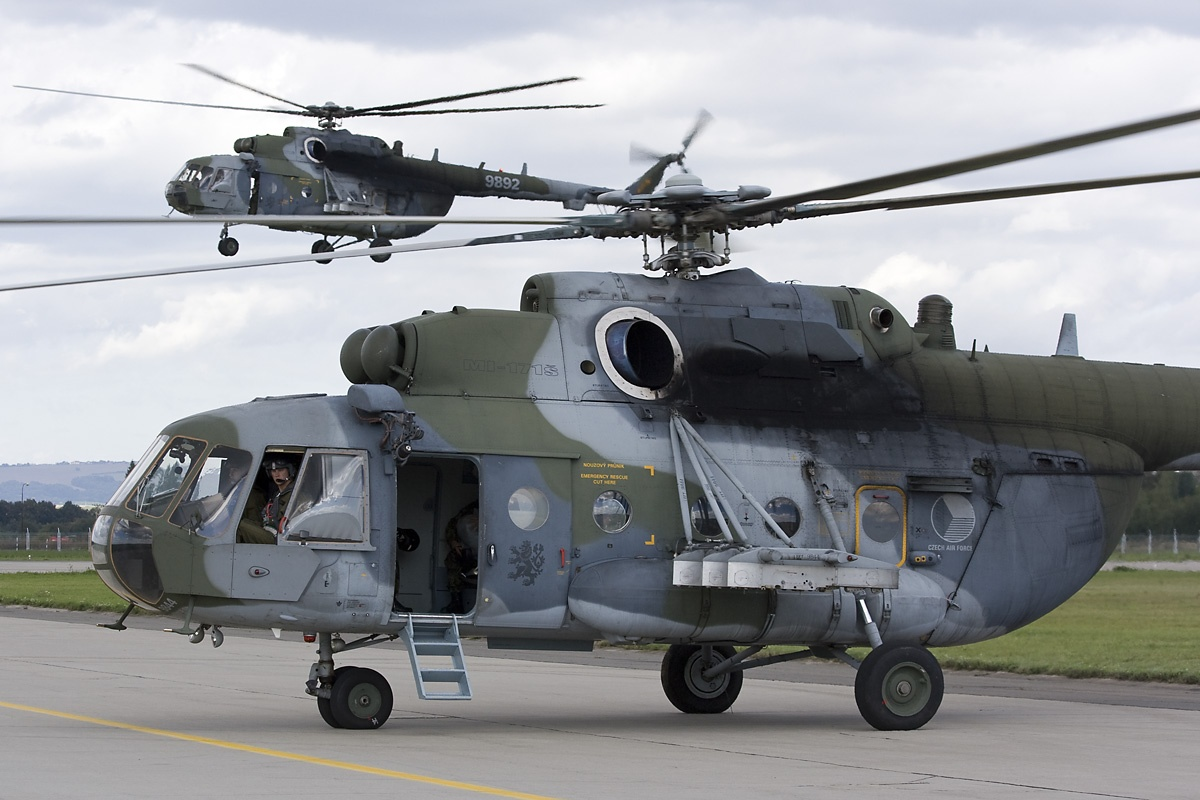
Мі-17 чеських ВПС
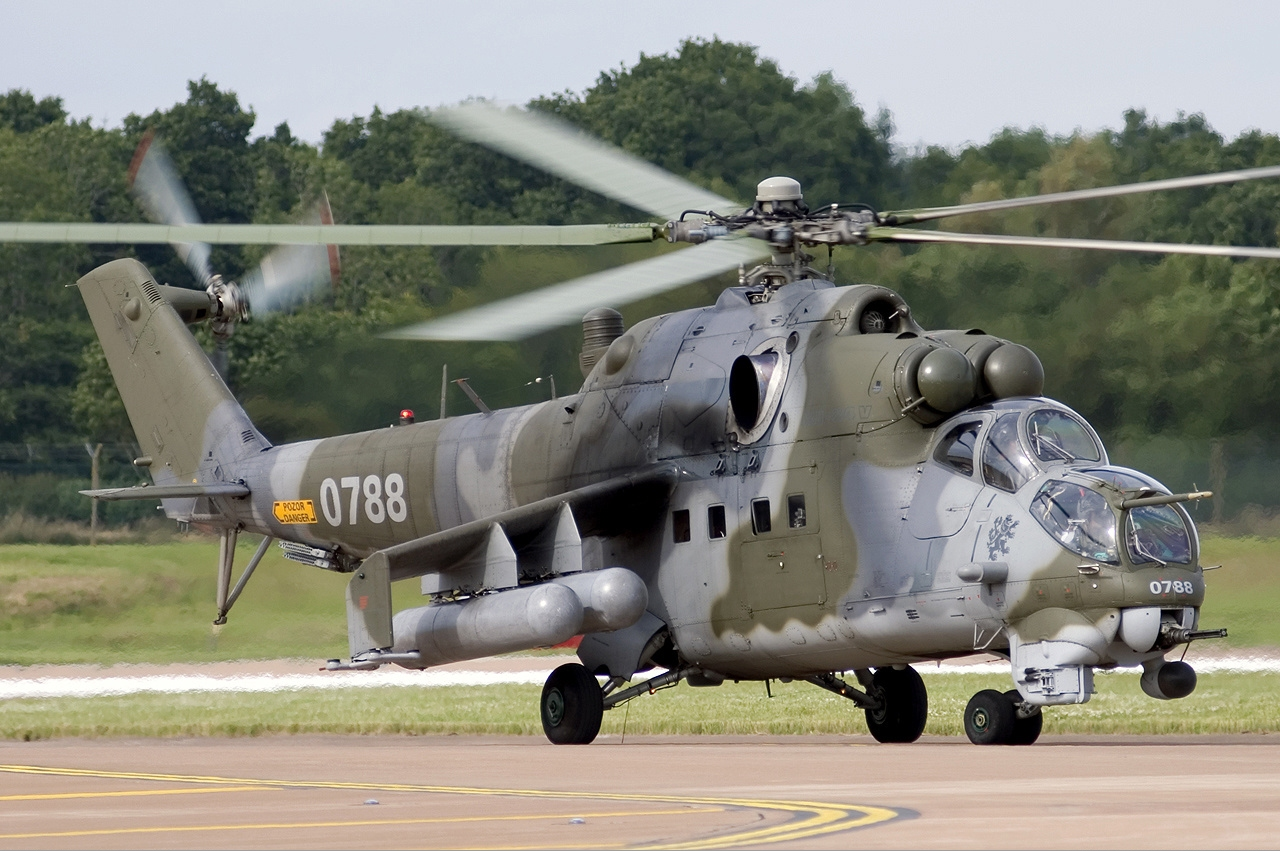
Мі-24 чеських ВПС
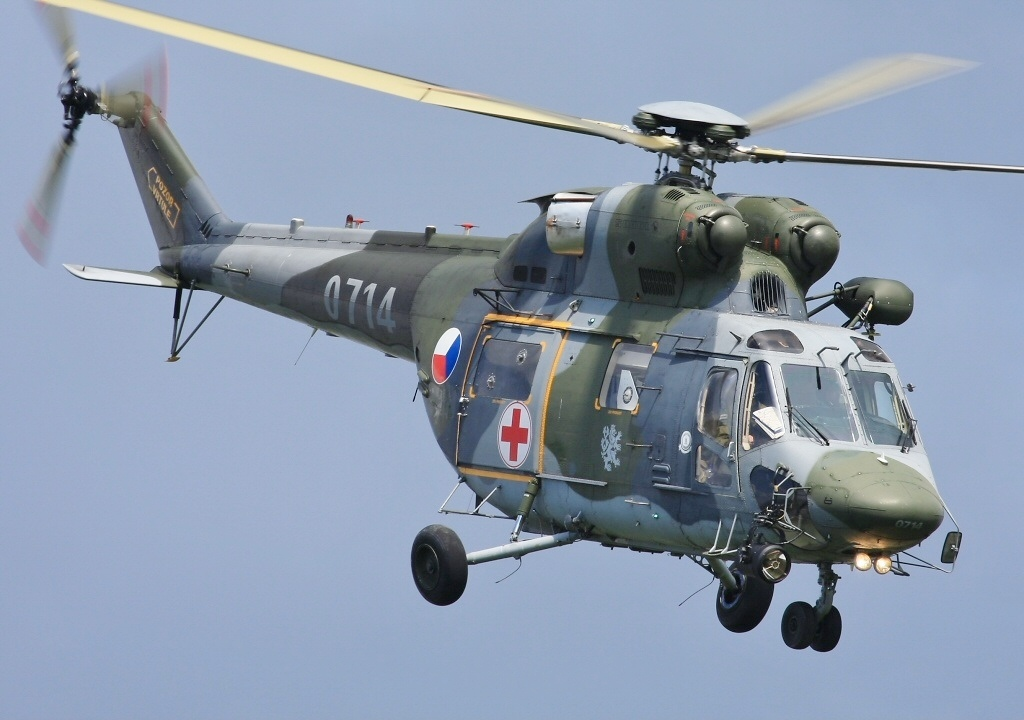
PZL W-3 Sokół в польоті

Згідно з даними IISS The Military Balance на 2024 рік Військово-повітряні сили Чехії мали у своєму розпорядженні таку техніку:
| Модель літака/Тип         | Фото           | Країна походження | Тип                                   | Варіації        | Кількість      | Примітки                                                                      |
| Бойова авіація            | Бойова авіація | Бойова авіація    | Бойова авіація                        | Бойова авіація  | Бойова авіація | Бойова авіація                                                                |
| ------------------------- | -------------- | ----------------- | ------------------------------------- | --------------- | -------------- | ----------------------------------------------------------------------------- |
| F-35                      |                | США               | Багатоцільовий винищувач              |                 | 0/24           | Замовлено 24 F-35 для заміни орендованих Шведських винищувачів JAS 39 Gripen. |
| JAS 39 Gripen             |                | Швеція            | багатоцільовий винищувач/тренувальний | JAS 39C/JAS 39D | 12/2           | орендований у шведських ВПС до 2027 року                                      |
| Aero L-159                |                | Чехія             | легкий ударний                        | L-159A          | 16             |                                                                               |
| Транспортна авіація       |                |                   |                                       |                 |                |                                                                               |
| Let L-410                 |                | Чехія             | багатоцільовий транспортний           | L-410UVP        | 6              | 2 використовується для розвідки                                               |
| Airbus A319               |                | Європейський Союз | VIP                                   | A319CJ          | 2              |                                                                               |
| EADS CASA C-295           |                | Іспанія           | транспортний                          | C-295M          | 6              |                                                                               |
| Bombardier Challenger 600 |                | Канада            | VIP                                   | CL-601          | 1              |                                                                               |
| Гелікоптери               |                |                   |                                       |                 |                |                                                                               |
| Bell UH-1Y Venom          |                | США               | багатоцільовий                        | UH-1Y           | 6              | всього замовлено 8+2.                                                         |
| Bell AH-1Z Viper          |                | США               | ударний                               | AH-1Z           | 4              | всього замовлено 4+6.                                                         |
| PZL W-3                   |                | Польща            | багатоцільовий                        | W-3A            | 10             |                                                                               |
| Тренувальна авіація       |                |                   |                                       |                 |                |                                                                               |
| Aero L-39                 |                | Чехія             | тренувальний                          | L-39ZA          | 8              |                                                                               |
| Aero L-159                |                | Чехія             | тренувальний                          | L-159T1         | 8              |                                                                               |

## Розпізнавальні знаки

Знак на ліве крило згори та праве крило знизу
Знак на ліве крило знизу та праве крило згори
Знак на фюзеляж та кіль (з лівого борту)
Знак на фюзеляж та кіль (з правого борту)

### Еволюція розпізнавальних знаків
| Розпізнавальний знак | Знак на фюзеляж | Знак на кіль | Коли використовувався  | Порядок нанесення |
| -------------------- | --------------- | ------------ | ---------------------- | ----------------- |
|                      | нема            |              | 1918 — 1920            |                   |
|                      | нема            |              | 1920 — 1921            |                   |
|                      |                 |              | 3 1921 року по наш час |                   |